# Tadeusz Żenczykowski

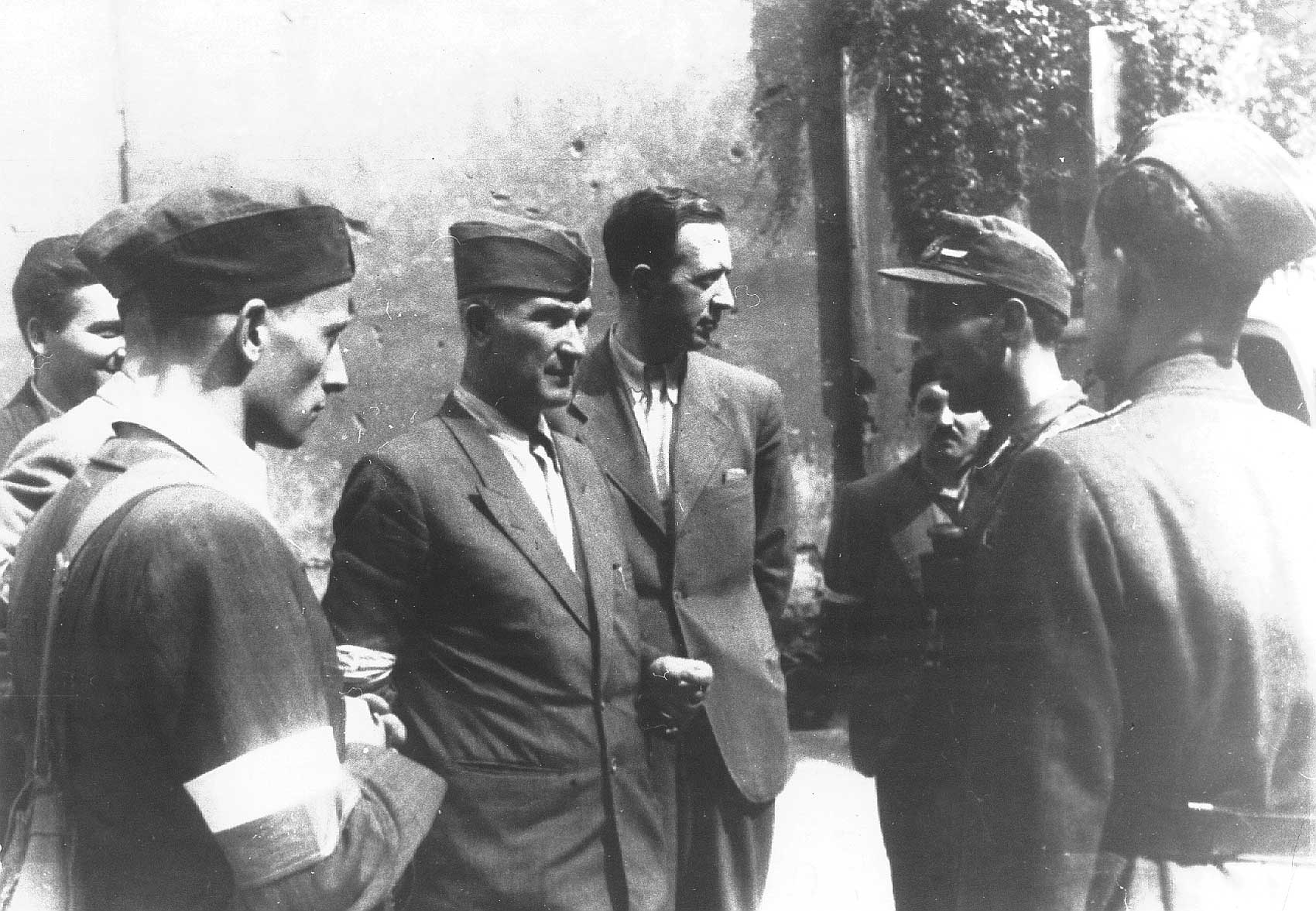
Powstanie warszawskie: generał Antoni Chruściel „Monter” (pośrodku) oraz oficerowie Wydziału Propagandy Komendy Głównej AK na dziedzińcu Poczty Głównej przy placu Napoleona, podczas powstania warszawskiego, 10 sierpnia 1944. Od lewej stoją: por. Zygmunt Ziółek „Sawa” (w tle), przed nim stoi Jan Rzepecki „Wolski”, zasłonięty przez Lecha Sadowskiego „Wasyla” (na pierwszym planie z lewej). Następnie gen. Chruściel i obok niego z prawej Tadeusz Żenczykowski „Kania”

Tadeusz Żenczykowski, ps. „Kania”, „Kowalik”, przybrane nazwisko Tadeusz Zawadzki (ur. 2 stycznia 1907 w Warszawie, zm. 30 marca 1997 w Londynie) – polski prawnik, działacz polityczny i publicysta. Kapitan Wojska Polskiego. Kawaler Orderu Orła Białego.

## Życiorys
Syn Tadeusza Franciszka (ur. 1880) i Władysławy Eugenii z d. Schonbrener (ur. 1879). W 1923 będąc w siódmej klasie, przystąpił do Związku Strzeleckiego, w którym działał do 1939. W maju 1924 zdał egzamin dojrzałości w gimnazjum Kulwiecia w Warszawie. W 1927 ukończył Szkołę Nauk Politycznych w Warszawie, a w 1930 Wydział Prawa Uniwersytetu Warszawskiego. Pracował w Ministerstwie Sprawiedliwości i Ministerstwie Skarbu. Od 1932 był członkiem Związku Polskiej Młodzieży Demokratycznej. W 1938 szef VI Oddziału Propagandy Sztabu Obozu Zjednoczenia Narodowego. Od listopada 1938 poseł na Sejm V kadencji z listy OZN.
Podczas kampanii wrześniowej brał udział w obronie Warszawy. Od jesieni 1939 działał w konspiracji. Był jednym z inicjatorów i założycieli Związku Odbudowy Rzeczypospolitej. Od 1940 pracował w Biurze Informacji i Propagandy Komendy Głównej ZWZ/AK. Kierował Akcją N, a od 1943 był kierownikiem Podwydziału „Antyk”, zajmującego się propagandą antykomunistyczną W październiku 1943 wszedł w skład Społecznego Komitetu Antykomunistycznego, powołanego przez Krajową Reprezentację Polityczną. Brał udział w powstaniu warszawskim, pełniąc funkcję szefa Wydziału Propagandy AK. Po upadku powstania znalazł się w niewoli niemieckiej.
Po uwolnieniu z niewoli w lutym 1945 powrócił do kraju. Został redaktorem konspiracyjnego pisma antykomunistycznego „Głos Wolności”. W listopadzie 1945 wyjechał z Polski. W latach 1954–1975 był redaktorem, następnie zastępcą dyrektora Rozgłośni Polskiej Radia Wolna Europa. Należał do Rady Powierników Polskiej Fundacji Kulturalnej w Londynie, przez wiele lat współpracował z „Dziennikiem Polskim i Dziennikiem Żołnierza”. Był autorem wielu prac historycznych.
Stanisław Cat-Mackiewicz w swej publicystyce Tadeusza Żenczykowskiego nazywał ozonowskim Goebbelsem.
Zmarł w Londynie. Został pochowany 15 kwietnia 1997 na Cmentarzu Gunnersbury w zachodnim Londynie.

## Ordery i odznaczenia
- Order Orła Białego (1 grudnia 1995)[3]
- Krzyż Srebrny Orderu Virtuti Militari nr 11570[4]
- Krzyż Walecznych
- Złoty Krzyż Zasługi z Mieczami
- Złoty Krzyż Zasługi
- Srebrny Krzyż Zasługi[5]
- Medal Polonia Mater Nostra Est (1996)

## Wybrane publikacje
- Generał Grot. U kresu walki, Wydawnictwo Polonia, Londyn, 1983.
- Polska lubelska 1944, Editions Spotkania, Paryż 1987, Warszawa 1990.
- Samotny bój Warszawy. Pisma historyczne, Wydawnictwo LTW, 2005, ISBN 83-88736-69-8.
- Dramatyczny rok 1945, w drugim obiegu Wydawnictwo Głos, 1981, Wydawnictwo LTW, 2005, ISBN 83-88736-74-4.
- Edward Raczyński, Tadeusz Żenczykowski Od Genewy do Jałty. Rozmowy radiowe, Towarzystwo Naukowe Katolickiego Uniwersytetu Lubelskiego, 1991, ISBN 83-85291-19-9.
- Dwa komitety 1920, 1944. Polska w planach Lenina i Stalina, Editions Spotkania, Paryż 1983.

## Filmy dokumentalne
- Telewizyjny Słownik Biograficzny – Tadeusz Żenczykowski. Opowieści, 1992.